# Ice La Fox
Ice La Fox (Los Ángeles, California; 28 de febrero de 1983) es una actriz pornográfica estadounidense que debutó en 2001 y modelo de desnudos.
Ella se tomó un año de descanso de la industria hasta julio de 2008, cuando volvió con unos implantes de pecho de copa DD.
La madre de Ice La Fox es la también actriz porno Angela D'Angelo.

## Premios
- 2007 AVN Award para la Mejor Escena Oral[4]